# Kostel svatého Vavřince (Prčice)
Kostel svatého Vavřince v Prčici je filiální římskokatolický kostel založený snad již v 11. století. Původně románský, později goticky přestavěný kostel s barokní bání na věži tvoří dominantu Vítkova náměstí v Prčici, části obce Sedlec-Prčice v příbramském okrese Středočeského kraje. Od roku 1965 je kulturní památkou.

## Historie

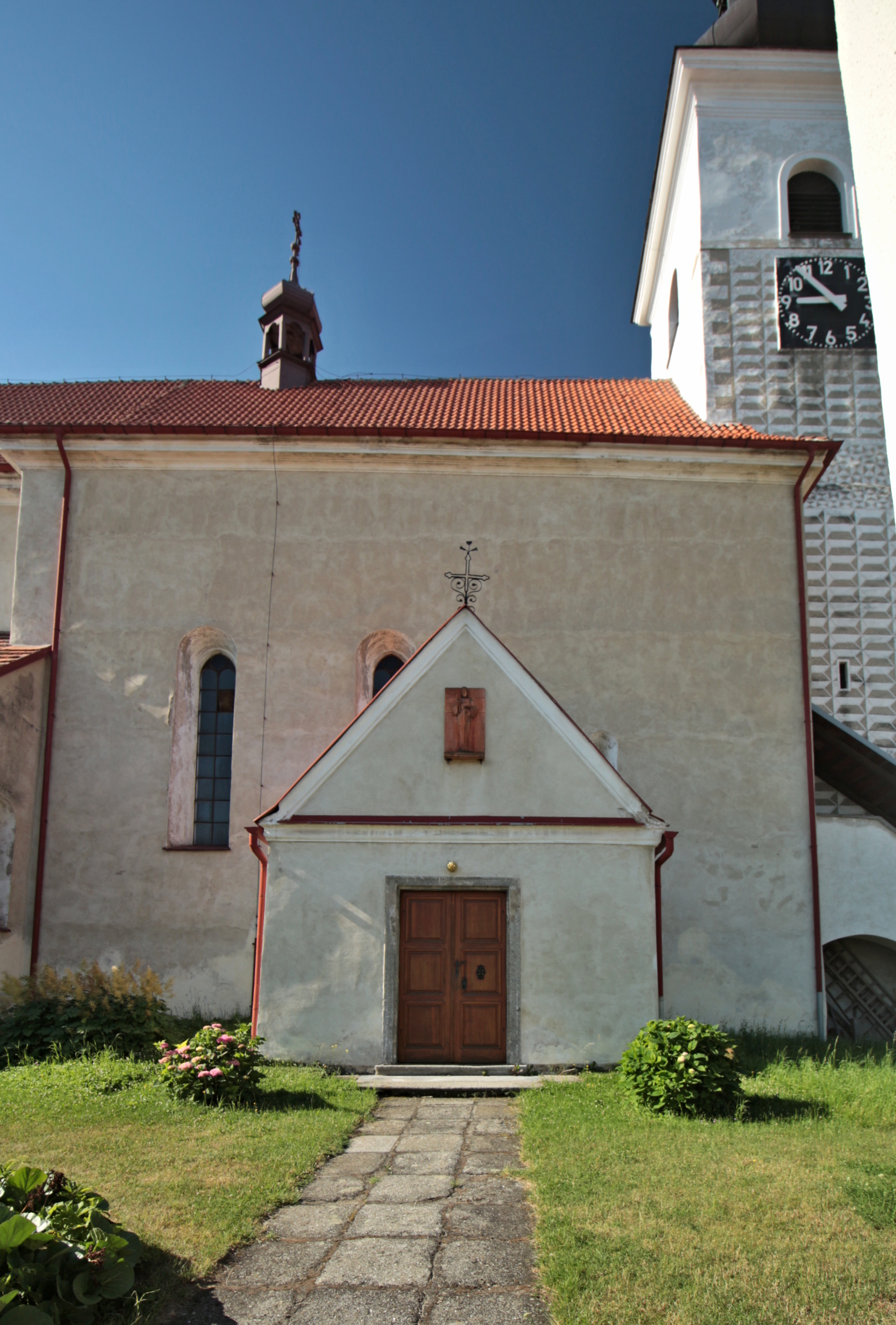
Vstup do kostela sv. Vavřince na západní straně věže

Původně románský kostel sv. Vavřince byl založen možná již v 11. století, avšak doložen je až ve třetí čtvrtině 12. století. Založili jej Vítkovci, tehdejší majitelé panství, přičemž Vítek I. z Prčice je zmiňován roku 1179. Je pravděpodobné, že původní kostel plnil také obrannou funkci, čemuž nasvědčuje dochovaná dolní část věže s úzkým okénkem pro střelbu šípy. Údajně byl vstupem na západní straně věže, ale i tajnou podzemní chodbou spojen s tvrzí (asi 200 m vzdálenou), na jejímž místě byl později postaven prčický zámek.

## Interiér
V interiéru kostela jsou čtyři hlavní a čtyři postranní oltáře. Hlavní oltář s obrazem sv. Vavřince nechal vytvořit Jan Vít Malovec. Také jsou zde umístěny náhrobní kameny několika významných prčických šlechtických rodů. Jeden z náhrobků v kostele má údajně patřit Jakubu Krčínovi z Jelčan a Sedlčan, může se však také jednat o náhrobek jeho dcery, která žila v nedalekých Mitrovicích.